# Ski Club Ortler
Der Ski Club Ortler (offiziell: Amateursportverein SKI CLUB ORTLER-Raiffeisen) ist ein Südtiroler Skiclub und vereint als Dachorganisation die wintersportlichen Aktivitäten der Orte Stilfs, Sulden und Trafoi. Seine Vereinsmitglieder haben erfolgreich an Südtiroler und Italien Meisterschaften, an Weltmeisterschaften sowie an Olympischen Winterspielen teilgenommen. Er ist Mitglied im italienischen WintersportverbandFederazione Italiana Sport Invernali.

## Geschichte
Die bestehenden Skiclubs SC Stilfs, SC Trafoi und SC Sulden schlossen sich am 29. Oktober 1979 im Amateurskiclub Ortler (ASC Ortler) zusammen. 2017 hat sich der Verein in Ski Club Ortler umbenannt. Er ist Mitglied im italienischen Wintersportverband (FISI) und hat etwa 200 Mitglieder. Davon gehen heute in den Kategorien Jugend, Senioren und Masters ca. 40 aktive Rennfahrer für den Skiclub an den Start.
Die Präsidenten waren:
- Friedrich Paulmichl von der Gründung (1979) bis 1982
- Alfons Thoma von 1982 bis 1995, Jugendkoordinator beim italienischen Wintersportverband FISI
- Hermann Ortler seit 1996

### Skiclub Trafoi
Der SC Trafoi wurde 1934 gegründet und der erste Präsident war Gustav Ortler.

## Veranstaltungen-Skirennen
Der Ski Club Ortler organisiert jährlich mehrere Skirennen. Darunter sind Ausscheidungsrennen für Kinder, Schüler, Zöglinge, Wertungsrennen für Junioren und Senioren (Finstralcup-Rennen), Propagandarennen für alle Kategorien mit ausländischer Beteiligung, sowie Internationale Jugendrennen (FIS-Juniorrennen), Vereins- und Sektionsrennen.
Bekannte Rennen sind oder waren:
- Anfang der 90er Jahre zwei Rennen im Rahmen des alpinen Skieuropacup in Sulden[1]
- Südtiroler Frühjahrsmeisterschaften (FIS-Rennen) (seit 1988)[1]
- Internationaler Amateur Skicup (IAS-Cup)[3]
- Internationales Suldenspitzrennen in Sulden (seit über 70 Jahren)[4]
- Jubiläums-Klassiker
- Ortlertrophy (zusammen mit ASV Prad)

## Erfolgreiche Rennläufer
Zu den erfolgreichsten Rennläufern, die dem Ski Club Ortler angehörten, zählen:
- Gustav Thöni (* 1951), 4-facher Weltpokalgewinner, Weltmeister und Olympiasieger
- Roland Thöni (1951–2021), Gewinner von Weltpokalrennen und Olympiazweiter
- Karlheinz Tschenett (* ??), Italienmeister und einige Jahre Fixstarter bei Weltpokal-Rennen
- Gustav Tschenett (* ??), Mehrfacher Italienmeister in den Jugendkategorien und heute Direktor der Sportoberschule in Mals[5]
- Christian Thoma (* 1974), Mehrfacher Italienmeister in den Jugendkategorien, Sieger des nationalen und internationalen Topolino-Rennen, und später Nationaltrainer der Slalom-Nationalmannschaft und Skitrainer[6]
- Nicole Gius (* 1980), Ehemalige Rennläuferin in der 1. Italienischen Nationalmannschaft im Slalom und Riesentorlauf, Italienmeisterin im Slalom, Fixstart im Welt-Cup, Siegerin des internationalen Topolino-Rennen
- Alexander Ortler (* 1985), dreifacher Italienmeister der Kategorie Zöglinge, Slalom, Riesentorlauf+Super-G, Sieger des Internationalen Topolino-Rennen in Amerika, Athlet der italienischen Nationalmannschaft[7]
- Larissa Hofer (* 1986), Athletin der italienischen Nationalmannschaft mit Rennbeteiligungen im Europacup; Siege diverser FIS-Rennen im In- und Ausland und guten Resultaten in Europacup-Rennen[8]